# Myzotarsa anaxiphilia
Myzotarsa anaxiphilia is een vlokreeftensoort uit de familie van de Pleustidae. De wetenschappelijke naam van de soort is voor het eerst geldig gepubliceerd in 1999 door Cadien & Martin.